# Готше, Отто

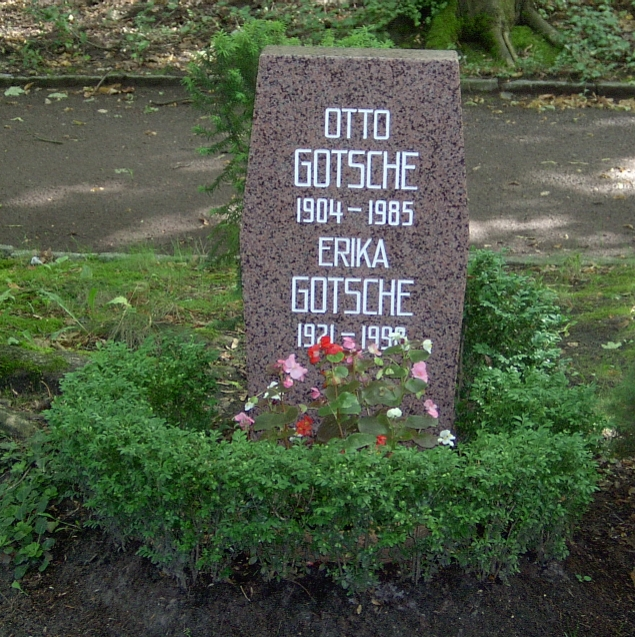
Могила Отто Готше на Центральном кладбище Фридрихсфельде в Берлине

Отто Го́тше (нем. Otto Gotsche; 3 июля 1904, Вольфероде, Мансфельд-Озёрный — 17 декабря 1985, Берлин) — немецкий писатель, коммунист, деятель антифашистского движения Германии, секретарь Государственного совета ГДР.

## Биография
Родился 3 июля 1904 года в семье горнорабочего.
Начало карьеры писателя было положено в 1933 году написанием романа «Весенние грозы», об участии молодёжи в революционной борьбе пролетариата 1918—1921 годах. Роман был уничтожен гестапо, вторично издан в 1953 году. Писал о борьбе пролетариата, участии молодёжи в революционной борьбе, сопротивлении немцев фашизму, строительство демократической Германии, становлению новой деревни.
Яркий эпизод борьбы немцев против фашизма был показан писателем в романе «Знамя Кривого Рога» — описан подвиг горняков Мансфельда во главе с Отто Брозовским, которые смогли сохранить в годы фашизма памятник-бюст В. И. Ленину и Знамя Кривого Рога. О легендарном пролетарском герое Фрице Вайнеке писатель написал в романе «Наш маленький трубач».
В 1960 роду избран секретарём Государственного совета ГДР.
Умер 17 декабря 1985 года в Берлине и похоронен на Центральном кладбище Фридрихсфельде.

## Экранизации
- 1964 — «Минута молчания» (реж. Конрад Петцольд)
- 1965 — «Глубокие борозды» (реж. Луц Кёлерт)
- 1967 — «Знамя Кривого Рога» (реж Курт Метциг, по одноимённому роману на телестудии DEFA с Эрвином Гешоннеком в главной роли)